# Ingo Kolboom
Ingo Kolboom, né le 16 février 1947 à Hohenaspe, dans le nord de l'Allemagne, est un politologue, historien et romaniste allemand. Il était entre autres professeur d'études françaises et francophones à l'université technique de Dresde.

## Biographie
Ingo Kolboom naît d'une famille de théologiens saxonne ; sa mère est originaire de Dresde, son grand-père était pasteur à l'église Saint-Michel de Dresde-Bühlau. Jeune, Kolboom s'intéresse à l'histoire et à la politique, puis commence à développer un intérêt pour la France. En 1966, il effectue son service militaire à la Bundeswehr mais est congédié en 1968, alors qu'il était officier de réserve.
De 1968 à 1975, Kolboom étudie la romanistique, l'Histoire, les sciences politiques et la germanistique à l'université de la Sarre, à l'université Paris 1 (Panthéon-Sorbonne), à l'université technique de Berlin et à l'université libre de Berlin,. Il obtient ainsi une licence de lettres à la Sorbonne.
De 1975 à 1981, Kolboom travaille en tant qu'assistant-chercheur en romanistique à l'université technique de Berlin ainsi qu'en tant que professeur de sciences politiques à l'université de Berlin et à l'université de Hambourg jusqu'en 1984. Entre 1982 et 1994, il est directeur de recherches et dirigeant de l'Institut des relations franco-allemandes à la Société allemande de politiques étrangères (de) à Bonn,, où il est également coordinateur du Groupe permanent des relations franco-allemandes de 1984 à 1994. Durant un trimestre de 1992–93, il est professeur invité d'Histoire franco-allemande et d'études allemandes à l'université de Montréal, au Québec.
De 1994 au 31 mars 2012, Kolboom est professeur d'études françaises et francophones à l'université technique de Dresde, où il est également assistant du directeur du Centre interdisciplinaire de recherches franco-canadiennes et franco-américaines de Québec - Saxe (CIFRAQS). Il est également doyen de la faculté de langues et de littérature entre 1994 et 1997 ainsi que directeur de gestion de l'Institut de romanistique de l'université technique de Dresde de 1995 à 1997 puis de 2001 à 2003. Il est membre du conseil de l'université technique à partir de 1997. Depuis 1999, il est associé au département d'Histoire de l'université de Montréal.
Kolboom a rédigé des essais sur l'Histoire contemporaine et sociale, la politique et la culture de la France, les relations franco-allemandes, la politique de sécurité européenne, les politiques québécoise et canadienne, ainsi que sur l'Histoire, la culture et la littérature internationale francophone.
Kolboom vit à Dresde et est marié.

## Autres fonctions
Depuis 1995, Ingo Kolboom est membre du Conseil de culture franco-allemande, créé en 1988 et comprenant dix représentants allemands et dix représentants français. Au sein de ce conseil, il a accepté les intérêts des nouveaux Länder et s'est engagé à répandre l'enseignement du français dans les nouveaux territoires. Il organise ensuite une campagne et milite pour une meilleure diffusion de la chaîne française TV5MONDE sur le réseau d'Allemagne de l'Est.
Kolboom s'est aussi engagé dans d'autres institutions :
- Depuis 1985 : comité directeur du Comité d'étude des relations franco-allemandes (CERFA) à l'Institut français des relations internationales (IFRI) de Paris
- Depuis 1992 : membre du Conseil scientifique de l'Association franco-allemande de science et de technologie (AFAST)
- De 1994 à 2005 : membre de la Société allemande de relations étrangères.
- Depuis 1994 : membre du comité de patronage de la Fondatuon Károlyi (Budapest/Paris)
- Depuis 1994 : membre du curatorium du Comité de promotion du traité de paix franco-allemand
- De 1996 à 2000 : membre du Cours d'école supérieure franco-allemand de Mayence
- Depuis 1995 : membre de la Académie des sciences de New York[1]
- Depuis 1998 : membre du Comité scientifique international de recherches sociographiques de l'université de Laval, au Québec
- Depuis 1998 : membre d'administration de l'Association internationale des études québécoises (AIEQ)
- De 1999 à 2004 : président de l'Association internationale des études québécoises (AIEQ)[2]
- Depuis 1998 : membre du conseil scientifique du Forum franco-allemand
- Depuis 1999 : membre du conseil scientifique de la Fédération des maisons franco-allemandes de France
- Depuis 2001 : membre du conseil scientifique international de Globe. Revue internationale d'études québécoises
- Depuis 2001 : membre du conseil scientifique de la conférence internationale « Francophonie en Amérique ».
- Depuis 2005 : participation à la commission de bourses d'études de la fondation Alfred Toepfer F.V.S. (participation aux sélections et aux oraux de présentation)
- Depuis mars 2006 : président de la Société saxo-bretonne.

## Prix et distinctions
- 1988 : Prix Strasbourg de la contribution à l'entente franco-allemande (décerne par la Fondation Alfred Toepfer et l'université de Strasbourg pour son livre La Revanche des Patrons)[1].
- 1990 : Prix France-Allemagne (pour le mérite scientifique et culturel sur les relations franco-allemandes)[1]
- 1992 : Chevalier de l'Ordre national du Mérite
- 1995 : Prix franco-allemand du journalisme, Printmedien (décerné par l'Association des journalistes allemands)[1]
- 2000 : Prix franco-allemand du 22 janvier (pour le mérite scientifique et culturel sur les relations franco-allemandes)[1]
- 2004 : Doctorat honoris causa de l'université du Québec à Montréal (pour ses recherches sur le Québec)[2]
- 2004 : Officier des Palmes académiques (décerné par le Ministre français de l'Éducation nationale, de la recherche et de la technologie pour son mérite dans les universités, l'éducation et la science)[1]
- 2005 : Chevalier de l'Ordre national du Québec (Kolboom est le premier scientifique allemand à recevoir cette récompense, qui lui a été attribuée par le Ministre Jean Charest pour son mérite exceptionnel sur la culture du Québec, ses études québécoises et francophones)[1]
- 2010 : Ordre des francophones d'Amérique[3]
- 8 avril 2011 : Officier de l'Ordre national du Mérite[4]
- 2012 : 1re classe de l'Ordre du Mérite de la République fédérale d'Allemagne en raison de son engagement dans les relations franco-allemandes[5].

## Ouvrages

### Monographies
- Die Akadier – Frankreichs vergessene Kinder. Der lange Weg zu einer Nation ohne Grenzen. Teilmonographie in: Ingo Kolboom & Roberto Mann: Akadien: ein französischer Traum in Amerika. Vier Jahrhunderte Geschichte und Literatur der Akadier.. Synchron Wissenschaftsverlag der Autoren/Synchron Publishers, Heidelberg, 2005
- Pièces d’identité. Signets d’une décennie allemande 1989 – 2000. Presses de l’université de Montréal, Montréal, 2001 (Coll. Champ libre)
- Die Ära Mitterrand 1981–1995. Versuch einer Bilanz. Forum Politicum Jenense 2, Jena 1997
- Vom geteilten zum vereinten Deutschland. Deutschland-Bilder in Frankreich. Europa Union, Bonn 1991 in Arbeitspapiere zur Internationalen Politik 61,  (ISBN 3-7713-0394-X)
- La Revanche des Patrons : Le patronat français face au Front populaire. Flammarion, Paris 1986,  (ISBN 2-08-064912-4) (préface de Henri Weber)
- Das Problem der Franzosen mit der deutschen Identität. Frankreich und die deutsche Frage in Geschichte und Gegenwart. FU Berlin, Fachbereich Politische Wissenschaft, Occasional Papers 12, 1985
- Frankreichs Unternehmer in der Periode der Volksfront 1936–1937. 2 Bände. Schäuble, Rheinfelden 1983 Reihe: Coll. Romanistik, 28

### En tant qu'éditeur
- avec Vivian Fischer : Ma France: Dresdner Studenten schreiben über Frankreich. Hille Verlag, Dresden 2013
- avec Alain-G. Gagnon et Boris Vormann : Québec. Staat und Gesellschaft. Synchron Wissenschaftsverlag der Autoren/Synchron Publishers, Heidelberg, 2011
- Victor Armony : Leben in Québec. Soziokulturelle Betrachtungen eines Zugewanderten. Synchron Wissenschaftsverlag der Autoren/Synchron Publishers, Heidelberg, 2010
- Sara Thomas : Frankophonie im Hohen Norden Kanadas: Yukon, Nordwest-Territorien, Nunavut. Synchron Wissenschaftsverlag der Autoren/Synchron Publishers, Heidelberg, 2009
- avec Thomas Kotschi et Edward Reichel : Handbuch Französisch. Sprache, Literatur, Kultur, Gesellschaft. Für Studium, Lehre, Praxis. 2. erw. und aktual. Ausgabe. Erich Schmidt, Berlin, 2008
- avec Andreas Ruppert : Zeit-Geschichten aus Deutschland, Frankreich, Europa und der Welt. Lothar Albertin zu Ehren. Jacobs Verlag, Lage, 2007
- avec Roberto Mann : Akadien: ein französischer Traum in Amerika. Vier Jahrhunderte Geschichte und Literatur der Akadier. Synchron Wissenschaftsverlag der Autoren/Synchron Publishers, Heidelberg 2005
- Manuel Feifel : Regionen als „Global Players“. Das Beispiel der interregionalen Kooperation Bayern-Québec. Synchron Wissenschaftsverlag der Autoren/Synchron Publishers, Heidelberg, 2003 (Vorwort Ingo Kolboom, mit CD-ROM)
- avec Sabine A. Grzonka : Gedächtnisorte im anderen Amerika. Tradition und Moderne in Québec. Lieux de mémoire dans l’autre Amérique. Tradition et modernité au Québec. Synchron Publishers/Wissenschaftsverlag der Autoren, Heidelberg, 2002
- avec Ingo Kolboom, Maria Lieber et Edward Reichel Le Québec: Société et culture. Les enjeux identitaires d’une Francophonie lointaine, Dresden University Press, 1998:
- Hans-Jürgen Greif, François Ouellet : Literatur in Québec. Eine Anthologie. Littérature québécoise. Une anthologie. 1960 – 2000. Synchron Wissenschaftsverlag der Autoren/ Synchron Publishers, Heidelberg, 2000 (préface de Ingo Kolboom)
- XIV. Deutsch-Französische Konferenz. Deutschland und Frankreich in Europa / XIVe Conférence franco-allemande. La France et l’Allemagne dans l’Europe nouvelle. Berliner Reichstag, 28.-30. Mai 1990. Arbeitspapiere zur Internationalen Politik 59, Europa-Union, Bonn, 1991
- XIII. Deutsch-Französische Konferenz / XIIIe Conférence Franco-Allemande: Europäische Selbstbehauptung? / L’enjeu européen. Hambourg, 3. - 5. Juni 1987. Arbeitspapiere zur Internationalen Politik 46, Europa Union, Bonn, 1987
- XII. Deutsch-Französische Konferenz / XIIe Conférence Franco-Allemande: Der Beitrag der Bundesrepublik Deutschland und Frankreichs zur Entwicklung der Europäischen Union / La contribution de l’Allemagne et de la France au développement de l’Union européenne. Bonn-Bad Godesberg 28. - 30. November 1984. Arbeitspapiere zur Internationalen Politik 35, Europa Union, Bonn, 1985 (2e publication en 1988)

### Autres
- avec Hans Stark : Frankreich in der Welt. Weltpolitik zwischen Wirklichkeit und Anspruch, in Adolf Kimmel & Henrik Uterwedde Hgg.: Länderbericht Frankreich. BpB, 3e publication. Bonn, 2012,  (ISBN 9783838902647)